# Culicoides williwilli
Culicoides williwilli är en tvåvingeart som beskrevs av Lee och Reye 1955. Culicoides williwilli ingår i släktet Culicoides och familjen svidknott. Inga underarter finns listade i Catalogue of Life.